# 間宮優希
間宮 優希（まみや ゆうき、10月28日 - ）は、日本のディスクジョッキー、ラジオパーソナリティ。ホリプロ所属。岐阜県出身。血液型B型。

## 来歴・人物
活動開始当初は名古屋タレントビューローに所属し、地元中京圏のローカルラジオ番組やテレビ番組を中心に出演していた。2003年に活動拠点を関東地方へと移し、現在に至る。
趣味は工芸、スノーボード、ダンス、ドライブ、乗馬、水泳、旅行。

## 出演

### テレビ番組
- BANG! （1997年 - 1999年、テレビ愛知） - VJ
- 新・真夜中の王国（NHK-BS2） - VJ
- 夜だMONDE （2000年 - 2002年、名古屋テレビ） - リポーター

### ラジオ番組
- ぽっぷん王国ミュージックスタジアム（CBCラジオ）
- G-WAVE Music Typhoon （岐阜ラジオ） - アシスタントDJ
- ミュージック・フラッシュ（FM AICHI）
- Live & New Gifted Groove （FM AICHI）
- Z-Call 77.8 （ZIP-FM）
- FRIDAY EXPLORER （ZIP-FM）
- TIMELESS PIECES （ZIP-FM）
- Bay Beatniks （bayfm）
- 間宮優希のMUSIC GARDEN （USEN440）
- ミュージックスクエア（2005年 - 2008年、NHK-FM） - 月曜から木曜担当
- SUBARU OFFTIME CRUISE （2004年 - 2008年、TOKYO FM / JAPAN FM NETWORK）
- fruits jam （TOKYO FM / JAPAN FM NETWORK 一部ネット）
- FEEL SO MUSE （2009年 - 2014年、FM FUJI）
- Slash&Burn （2014年-2016年3月、FM FUJI）
- Saturdays! （2016年4月-2019年9月、FM FUJI）
- Radio Freaks （2015年4月-2019年3月、@FM）
- Selectors （2019年10月-、FM FUJI）